# Позвонок
Позвоно́к (лат. vertebra) — составляющий элемент (кость) позвоночного столба.
Различные группы позвоночных животных имеют разное число позвонков в позвоночном столбе. В ряде групп — например, у птиц или млекопитающих — некоторые позвонки сливаются, создавая более прочные образования. У человека в норме позвоночный столб содержит 31 позвонок, включая 5 сросшихся в крестец; кроме того, от 3 до 5 позвонков, срастаясь, формируют копчиковую кость. Свободные позвонки между собой имеют прослойки хрящевой ткани — так называемые межпозвонковые диски.
Сходные по строению и функциям позвонки формируют различные отделы позвоночного столба: шейный, грудной, поясничный, крестцовый, хвостовой. Сами позвонки именуются по названию соответствующего отдела (например: первый грудной позвонок). Исключение составляют первые два шейных позвонка, имеющие собственные имена: атлант и эпистрофей. Наиболее постоянен по числу позвонков шейный отдел, который у большинства групп позвоночных включает 7 позвонков.
Позвонки бывают разной формы; они могут иметь и дополнительные отростки. У рыб, некоторых земноводных и пресмыкающихся форма сочленовных поверхностей позвонков двояковогнутая (амфицельная). У большинства земноводных и пресмыкающихся в связи с потребностью в подвижности тела позвонки становятся процельными, то есть вогнутыми спереди, сзади выпуклыми, или же опистоцельными — спереди выпуклыми, сзади вогнутыми; у птиц — гетероцельными, то есть седлообразными. У млекопитающих между позвонками расположены межпозвонковые хрящи, в связи с чем тела позвонков имеют плоско-вогнутую форму: платицельные позвонки.

## Строение
Независимо от принадлежности к какому-либо отделу позвоночного столба, все позвонки, за исключением первого и второго шейных, имеют общий план строения.
В позвонке различают тело и дугу. Тело позвонка (лат. corpus vertebrae) обращено вперёд и выполняет опорную функцию. Дуга позвонка (лат. arcus vertebrae) соединяется сзади с телом с помощью ножек дуг позвонка (лат. pediculli arcus vertebrae). Между телом и дугой располагается позвоночное отверстие (лат. foramen vertebrale). В совокупности все позвоночные отверстия образуют позвоночный канал (лат. canalis vertebralis), где находится спинной мозг. От дуги позвонка отходят отростки: сзади в сагиттальной плоскости остистый отросток (лат. processus spinosus), направо и налево от дуги — поперечные отростки (лат. processus transversus), вверх и вниз от дуги — верхние и нижний суставные отростки (лат. processus articulares superiores et inferiores). Основания суставных отростков ограничены верхними и нижними позвоночными вырезками (лат. incisurae vertebrales superiores et inferiores), которые при соединении соседних позвонков образуют межпозвоночные отверстия (лат. foramina intervertebralia). Через эти отверстия проходят кровеносные сосуды и спинномозговые нервы.